# 朴婉緒

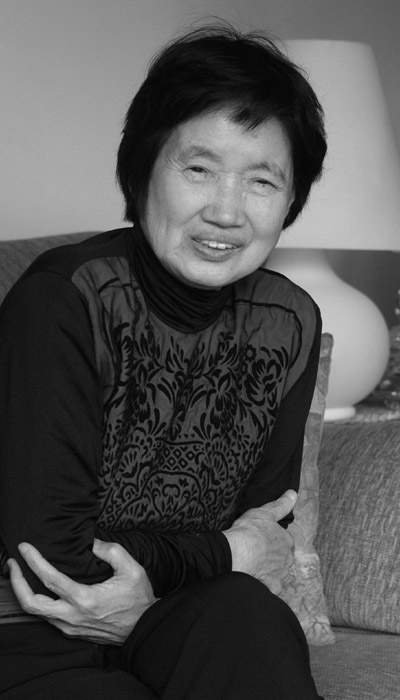
朴婉緒

朴 婉緒（パク・ワンソ、1931年10月20日 - 2011年1月22日）は韓国の小説家。39歳という遅咲きで文壇に登場するが、デビュー作『裸木』からその文筆を認められ、大衆作家としても多くのファンを持つ。

## 略歴
1931年10月20日、日本統治時代の朝鮮京畿道開豊郡青郊面墨松里の村で生まれる。本貫は潘南朴氏。父の朴泳魯は婉緒が4歳のときに夭折した。母は10歳上の兄を勉強させるために兄を連れてソウルに出て行ったので、祖父母と叔父、叔母の下で幼少期を過ごした。そこで『千字文』や『童蒙先習』を学び、村の学校にも通う。8歳のとき、母が婉緒をソウルに呼び寄せ、ソウルの梅洞国民学校に入学したが、しばらくは環境になじめず3,4年間は友だちもできずにいた。1944年、淑明女子高等学校に入学。翌年光復を迎える。学校では、学生会、自治会が乱立し、世の中も混乱していた中、朴は日本人が残して行った書物を拾って、外国文学を耽読した。
1950年、ソウル大学校文理大学国文科に入学すると、すぐに朝鮮戦争が始まり、故郷は北側に取り込まれた。戦争で兄と叔父、叔母を亡くし、その苦痛は朴の作品感に大きな影響を与えることになる。米軍部隊に就いて仕事をもらい生活をしのぐ。そこである男性と出会い、1953年に結婚する。1男4女の母となり、人並みの幸福を持った。『現代文学』の韓末淑との交流もあったが、まだ当時は文学を書く意思はなかった。やがて、子供も手から離れ、なにか空虚な感じを抱くようになる。そのとき、『新東亜』でノンフィクション作品の募集があり、知人であった画家、朴寿根の伝記を書こうと思い立つ。しかし、書いてみると自分の創作した部分が多く、また事実のままに書くことがうまくできないことに気づき、出来上がった作品はもはやノンフィクションではなかった。そこで、1970年10月、『女性東亜』に女性短篇小説募集に応募して当選したのが、デビュー作『裸木』である。『裸木』でその文才がすぐに認められ、朴は文壇に次々と作品を発表している。
2010年10月から闘病生活に入っていたが、2011年1月22日の早朝に亡くなった。79歳没。

## 年譜
- 1931年10月20日、京畿道開豊郡青郊面墨松里の村で生まれる。
- 1939年、ソウルの梅洞国民学校に入学。
- 1944年、淑明女子高等学校に入学。
- 1950年、ソウル大学校文理大学国文科に入学（朝鮮戦争で中退する）。
- 1953年、結婚。
- 1970年10月、『裸木』で文壇にデビュー。
- 2011年1月22日、死去。

## 受賞歴
- 1980年、韓国文学作家賞
- 1981年、第5回李箱文学賞 『母の杭（엄마의 말뚝）』に対して
- 1990年、大韓民国文学賞
- 1991年、怡山文学賞
- 1993年、中央文化大賞
- 1993年、現代文学賞
- 1994年、東仁文学賞
- 1997年、大山文学賞
- 2006年、湖巌賞芸術部門

## 邦訳作品

### 単行本
- 『結婚』中野宣子訳、學藝書林、1992年10月
- 『新女性を生きよ』朴福美訳、梨の木舎、1999年11月
- 『慟哭　神よ、答えたまえ』加来順子訳、かんよう出版、2014年4月
- 『あの山は、本当にそこにあったのだろうか』橋本智保訳 かんよう出版、2017年7月

### アンソロジー
- 李丞玉訳「この世に最も重い義歯」『現代韓国小説選 1‐帝国幽霊・黄狗の悲鳴』同成社、1978年
- 古山高麗雄編「盗まれた貧しさ」『韓国現代文学13人集』新潮社、1981年
- 三枝壽勝訳「空港で出会った人」『韓国短篇小説選』岩波書店、1988年
- 小野寺寿々恵訳「黒やもめ」『韓国女性作家短編集 1925-1988年-ガラスの番人』凱風社、1994年
- 浅川晋訳「ティータイムの母娘」『冬の幻：韓国女性作家短篇集』朝日カルチャーセンター図書出版室、1995年
- 山田佳子訳「母さんの杭」『現代韓国短篇選』岩波書店、2002年
- 朴杓禮訳「出産パガヂ」『韓国女性作家短編選』穂高書店、2004年
- 李明子訳「花びらの中の棘」『韓国現代中・短編小説選』素人社、2005年
- 渡辺直紀訳「親切な福姫さん」『天国の風-アジア短編ベスト・セレクション』新潮社、2011年

## 代表作品一覧
- 1970年、裸木　（『女性東亜』）
- 1971年、어떤 나들이
- 1971年、歳暮
- 1972年、旱魃期　（『女性東亜』連載）
- 1972年、세상에서 가장 무거운 틀니
- 1973年、부처님 근처
- 1973年、저렁이 울음소리
- 1973年、週末農場
- 1974年、믿사위
- 1974年、戀人들
- 1974年、離別의 金浦空港
- 1974年、어느 시시한 사내 얘기
- 1974年、닮은 房들
- 1974年、부끄러움을 가르칩니다
- 1974年、재수굿
- 1975年、카메라와 위커
- 1975年、도둑맞은 가난
- 1975年、서러운 巡房
- 1975年、겨울 나들이
- 1975年、저렇게 많이!
- 1975年、都市의 흉년（『文学思想』連載）
- 1976年、어떤 야만
- 1976年、泡沫의 집
- 1976年、背反의 여름
- 1976年、조그만 體驗期
- 1976年、휘청거리는 午後 （『東亜日報』連載）
- 1978年、空港에서 만난 사람

等

## 脚註
1. ↑  “정복규의 한국 성씨를 찾아서 58- 반남박씨(潘南朴氏)” (朝鮮語). 신아일보 (2012年8月28日). 2022年7月18日閲覧。
2. ↑  고 박완서 “가난한 문인들에게 부의금 받지 마라 ハンギョレ新聞 韓国語版 2011年1月22日閲覧